# Anna Kendrick
Anna Cooke Kendrick (ur. 9 sierpnia 1985 w Portland) – amerykańska aktorka i piosenkarka. Szerszej publiczności dała się poznać w sadze Zmierzch, w której zagrała Jessicę Stanley. Rok po premierze pierwszej części Zmierzchu, w kinach pojawił się film W chmurach, gdzie Kendrick zagrała rolę drugoplanową u boku George’a Clooneya. Za rolę Natalie Keener została nominowana do Oscara w kategorii Najlepsza aktorka drugoplanowa.

## Życiorys
Anna Kendrick urodziła się w Portland. Aktorstwem zaczęła interesować się w wieku 10 lat, jeżdżąc na liczne przesłuchania razem z rodzicami.
Jej pierwszą poważną rolą był występ w broadwayowskim musicalu High Society w sierpniu 1998 roku, gdzie wcieliła się w rolę Dinah. Musical otrzymał liczne nominacje do nagród takich jak Theatre World Award czy Drama Desk Award. Sama Kendrick otrzymała nominację do nagrody Tony (była drugą najmłodszą osobą nominowaną do tej nagrody, miała wtedy 12 lat). Następnie pojawiała się w innych produkcjach teatralnych np. musicalu A Little Night Music.
W 2003 roku miał miejsce jej filmowy debiut w Letnim obozie, otrzymała przez to nominacje do Chlotrudis Award dla najlepszej aktorki drugoplanowej oraz Independent Spirit Awards za najlepszy debiut za rolę Fritzi Wagner.
Cztery lata później w 2007 roku zagrała Ginny Ryerson w Rocket Science, a jej występ został bardzo dobrze oceniony przez krytyków co zaowocowało nominacją do Independent Spirit Awards w kategorii najlepszej aktorki drugoplanowej.
W tym samym czasie otrzymała rolę Jessiki Stanley w filmie Zmierzch, adaptacji książki Stephenie Meyer. Film pojawił się na ekranach w 2008 roku. W 2009 premierę miała kolejna część sagi, w której również wystąpiła.
W tym samym roku premierę miał film W chmurach, gdzie Anna gra u boku George’a Clooneya. Za tę rolę Kendrick otrzymała nominacje do nagród Gildii Aktorów Filmowych, Satelity, Złotego Globu i Oscara jako najlepsza aktorka drugoplanowa.
W 2023 roku ukazał się film Randka w Ciemno (Woman of the Hour), który był jej debiutem reżyserskim.

## Filmografia
- The Mayor (2003) jako Sadie Winterhalter
- Letni obóz (Camp, 2003) jako Fritzi Wagner
- Życiowa debata (Rocket Science, 2007) jako Ginny Ryerson
- Viva Laughlin (2007) jako Holly
- Zmierzch (Twilight, 2008) jako Jessica Stanley
- Elsewhere (2009) jako Sarah
- Oblicza strachu (Fear Itself, 2009) jako Shelby Johnson (1 odcinek)
- Dokąd zmierzasz? (The Marc Pease Experience, 2009) jako Meg Brickman
- W chmurach (Up in the Air, 2009) jako Natalie Keener
- Saga „Zmierzch”: Księżyc w nowiu (The Twilight Saga: New Moon, 2009) jako Jessica Stanley
- Saga „Zmierzch”: Zaćmienie (The Twilight Saga: Eclipse, 2010) jako Jessica Stanley
- Scott Pilgrim kontra świat (Scott Pilgrim vs. the World, 2010) jako Stacey Pillgrim
- Pół na pół (50/50, 2011) jako Katherine „Katie” McKay
- Saga „Zmierzch”: Przed świtem – część 1 (The Twilight Saga: Breaking Dawn - Part 1, 2011) jako Jessica Stanley
- Jak urodzić i nie zwariować (What to Expect When You're Expecting, 2012) jako Rosie
- Głowa rodziny (Family Guy, 2012) jako Nora (głos, 1 odcinek)
- ParaNorman (2012) jako Courtney Babcock (głos)
- Reguła milczenia (The Company You Keep, 2012) jako Diana
- Bogowie ulicy (End of Watch, 2012) jako Janet
- Ben Folds Five: Do It Anyway (2012) jako sekretarka
- Pitch Perfect (2012) jako Beca
- Saga „Zmierzch”: Przed świtem – część 2 (The Twilight Saga: Breaking Dawn – Part 2, 2012) jako Jessica Stanley
- Kumple od kufla (Drinking Buddies, 2013) jako Jill
- Rapture-Palooza (2013) jako Lindsey Lewis
- Głosy (The Voices, 2014) jako Lisa
- Life After Beth (2014) jako Erica Wexler
- Happy Christmas (2014) jako Jenny
- Ostatnie pięć lat (The Last 5 Years, 2014) jako Cathy Hyatt
- Tajemnice lasu (Into the Woods, 2014) jako Kopciuszek
- Get a Job (2014) jako Jillian Stewart
- Pitch Perfect 2 (2015) jako Beca
- Pan Idealny (2015) jako Martha McKay
- Trolle (2016) jako księżniczka Poppy (film animowany – głos)
- Randka na weselu (Mike and Dave Need Wedding Dates, 2016) jako Alice
- Księgowy (The Accountant, 2016) jako Dana Cummings
- Pitch Perfect 3 (2017) jako Beca
- Zwyczajna przysługa (A Simple Favor, 2018) jako Stephanie Smothers
- Noelle (2019) jako Noelle Kringle (córka Mikołaja)
- Trolle 2 (2020) jako księżniczka Poppy (film animowany – głos)
- Stowaway (2021) jako Zoe Levenson, lekarz
- Alice, Darling (2022) jako Alice
- Self Reliance (2023) jako Maddy
- Trolle 3 (2023) jako księżniczka Poppy (film animowany – głos)
- Randka w ciemno (2023) jako Sheryl

## Nagrody
- Nagroda Akademii Filmowej
  - Najlepsza aktorka drugoplanowa: (Nominacja)
  - 2009 W chmurach
- Złoty Glob
  - Najlepsza aktorka drugoplanowa: (Nominacja)
  - 2009 W chmurach
- Nagroda BAFTA
  - Najlepsza aktorka drugoplanowa: (Nominacja)
  - 2009 W chmurach
- Nagroda Gildii Aktorów Ekranowych
  - Najlepsza aktorka w roli drugoplanowej: (Nominacja): 2009 W chmurach